# Giuseppe Cocchiara
Giuseppe Cocchiara (ur. 1904, Mistretta, zm. 1965, Palermo) – włoski antropolog społeczny, etnolog i folklorysta. Uczeń Bronisława Malinowskiego, profesor uniwersytetu Palermo i dyrektor Muzeum Etnograficznego im. Pitrégo.

## Publikacje
- Popolo e canti nella Sicilia d’oggi. Girando Val Demone (1923)
- Le vastasate. Contributo alla storia del teatro popolare (1926)
- Folklore (1927)
- Federico II legislatore e il Regno di Sicilia (1927)
- Gli studi delle tradizioni popolari in Sicilia. Introduzione alla storia del folklore italiano (1928)
- L’anima del popolo italiano nei suoi canti (1929)
- Il linguaggio del gesto (1932)
- La leggenda di Re Lear (1932)
- La vita e l'arte del popolo siciliano nel Museo Pitrè (1938)
- Problemi di poesia popolare (1939)
- Le immagini devote del popolo siciliano (1940)
- Giuseppe Pitrè e le tradizioni popolari (1941)
- Genesi di leggende (1941)
- Il linguaggio della poesia popolare (1942)
- Il diavolo nella tradizione popolare italiana (1945)
- Storia degli studi delle tradizioni popolari in Italia (1947)
- Il mito del buon selvaggio (1948)
- Pitrè, la Sicilia e il folklore (1951)
- Storia del folklore in Europa (1952), wyd. polskie: Dzieje folklorystyki w Europie (1971)
- Il paese di Cuccagna e altri studi di folklore (1956)
- Popolo e letteratura in Italia (1959)
- L'eterno selvaggio. Presenza e influsso del mondo primitivo nella cultura moderna (1961)
- Il mondo alla rovescia (1963)
- Le origini della poesia popolare (1966, postumo)
- Giuseppe Cocchiara – Raffaele Pettazzoni, Lettere (1928-1959) {a cura e con introduzione (pp. V-XXXII) di Alessandro D’Amato}, supplemento a «Il Pitrè. Quaderni del Museo Etnografico Siciliano», VII, 25, aprile-giugno 2006.